# Le voci sole
Le voci sole è un film del 2022 diretto da Andrea Brusa e Marco Scotuzzi.

## Trama
La vita di due coniugi improvvisamente diventa popolare su internet.

## Premi
Vincitore del Grand Jury Prize New Directors Competition 2022 al festival di Seattle e selezionato a Taormina 2022.

## Distribuzione
Il film è stato distribuito nelle sale cinematografiche italiane dal 4 luglio 2022.